# Луксембуршки језик
Луксембуршки језик (лукс. Lëtzebuergesch) је германски језик из западногерманске подгрупе, који је, поред немачког и француског језика, трећи званични језик у Луксембургу. Статус званичног језика добио је 1984.

## Језик
Луксембуршки потиче од средњонемачког, који је настао од пра-германског језика, али је временом попримио велики број речи из француског језика. 
За Немце је релативно лако да разумеју овај језик, али није тако једноставно да га говоре или у поптуности разумеју услед великог броја француских речи. На пример: возач аутобуса се на луксембуршком каже Buschauffeur, док је на француском Chauffeur de bus, а на немачком Busfahrer. 
Неке речи се разликују од старовисоконемачког и стандардног немачког, али се могу пронаћи у дијалектима. Пример је реч кромпир, луксембуршки: Gromper, француски: pomme de terre, немачки: Kartoffel. 
Луксембуржани називају стандардни немачки Däitsch или Preisësch („пруски“), мада се овај други назив сматра увредљивим. 
Луксембуршки се користи у основном образовању и у дневним новинама. Званични језик државне администрације је француски.
Ствар која је јако слична стандардном немачком јесте то да се све именице пишу великим словом, било где у реченици.
Пошто је луксембуршки настао од мозелско-франачког који је доживео ајфелерово правило (у речима које се завршавају на n се углавном избаци n, ако следећа која почиње са сугласницима нису n, d, t, z или h), зато се некада на крају речи неће видети n.

## Пример текста
Члан 1 Универзалне декларације о људским правима:
All Leit si fräi a gläich an Dignitéit
a Rechter gebuer. Si sinn mat Grond an
Gewëssen a sollen sech an engem Geescht vu Bridderlechkeet treffen

## Писање
Луксембуршки алфабет се састоји од 26 латиничних слова са три модификована слова: Éé, Ää и Ëë. Поред тога, велики број позајмљеница из француског и немачког језика задржали су слова из ових језика.

## Основни појмови
- Hallo — Здраво
- Gudde Moien — Добро јутро
- Gudden Dag — Добар дан
- Gudden Owend — Добро вече
- Gutt Nuecht — Лаку ноћ
- Äddi — Довиђења
- Wéi geet et — Како си/сте, Како иде
- Merci — Хвала
- Wann ech glift — Молим
- Wann ech gelift — Изволи/изволите
- Gär geschitt — Нема на чему
- E heescht — Ја се зовем
- Ech sinn ... (Joer al) — Ја имам ... година
- Jo — Да
- Nee — Не
- Бројеви од 0 до 10: 0. null, 1. eent, 2. zwee, 3. dräi, 4. véier, 5. fënnef, 6. sechs, 7. siwen, 8. aacht, 9. néng, 10. zéng